# Cycnidolon eques
Cycnidolon eques là một loài bọ cánh cứng trong họ Cerambycidae.